# Gracious K
Gracious K (* in Rush Green, London) ist ein britischer Grime-Rapper.

## Karriere
Gracius K ist ghanaischer Abstammung, er ist ein Cousin von Dizzee Rascal, mit Tinchy Stryder ging er zur Schule. Darum ist er sehr vertraut mit der britischen Grime-Szene und veröffentlichte seinen eigenen Song, den Migraine Skank, im Internet. Das eingängige Lied mit den witzigen Tanzbewegungen entwickelte sich zum Hit bei YouTube und wurde im Sommer 2009 über 1,8 Millionen Mal aufgerufen. Es entstanden auch zahllose weitere Videos, in denen Leute ihre eigenen Tänze vollführten. Des Weiteren gab es auch ein offizielles Video mit prominenter Beteiligung. Als das Lied dann jedoch Mitte Oktober als Single erschien, konnte sie den Hype nicht mehr verlängern und fiel nach einer Woche auf Platz 53 wieder aus den UK-Charts.

## Diskografie
Singles
- Migrane Skank (2009)
- Fully to blame (2014)
- The Hype (2015)
- Bang (2016)
- Told em before (2016)
- Thinking out loud (2016)